# DOCUMERICA

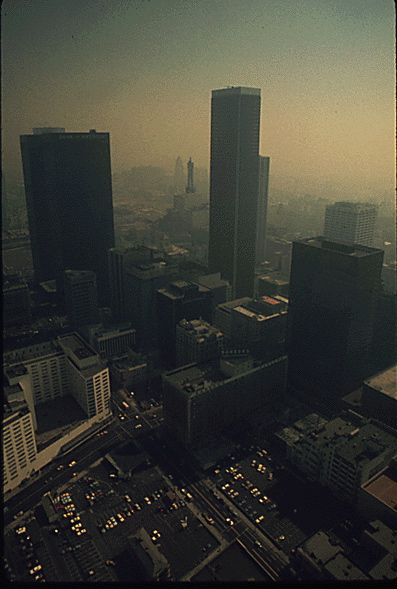
Gene Daniels: Těžký smog v Los Angeles, 1973, DOCUMERICA

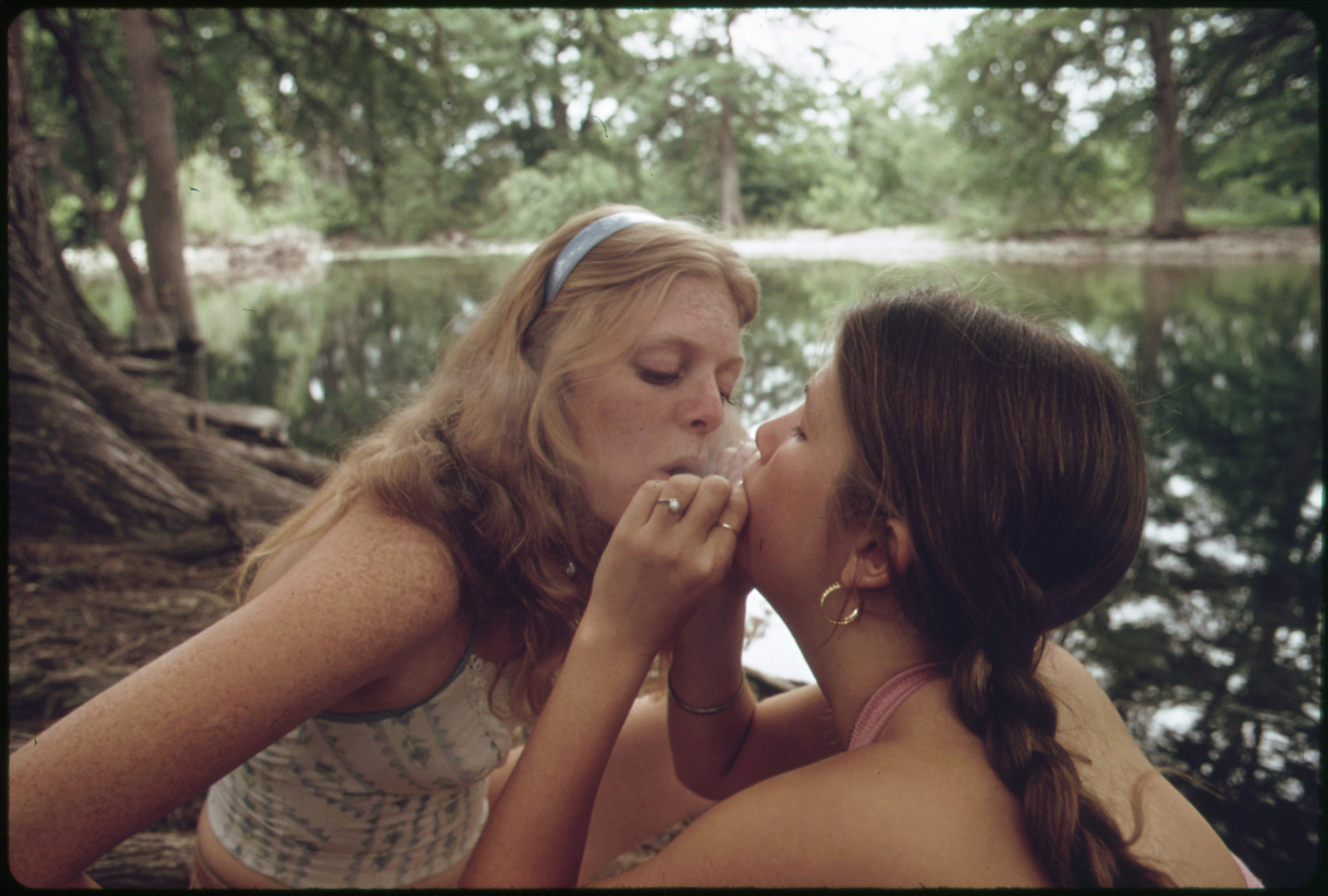
Marc St. Gil: Dívky kouří marihuanu, Texas, 1973, DOCUMERICA

DOCUMERICA byl program sponzorovaný americkou Agenturou pro ochranu životního prostředí (EPA), jehož úkolem bylo pořídit „fotografický dokument subjektů z hlediska životního prostředí“ na území Spojených států během období od roku 1972 až do roku 1977. Sbírka, která je součástí archivu National Archives and Records Administration, obsahuje více než 22.000 fotografií, a více než 15.000 z nich je k dispozici online. 

## Historie
Snímky pořizovalo přibližně 70 známých fotografů s uzavřenou projektovou smlouvou s EPA. Mezi fotografy byli například John Vachon, Danny Lyon, Gene Daniels, David Hiser, Arthur Greenberg, Marc St. Gil, Gary Miller, Doug Wilson, Bill Strode, Charles O'Rear, Jack Corn, Dennis Cowals, Tomas Sennett, Yoichi Okamoto, Ken Hayman, Anne LaBastille, Paul Sequeira, Erik Calonius, Suzanne Szaszová nebo John H. White.
Podobně jako dřívější federální fotografický projekt Farm Security Administration během Velké hospodářské krize, někteří fotografové DOCUMERICA pochopili své poslání spíše zeširoka, někdy i umělecky. Mnoho z nich zachovalo výrazný vizuální záznam o čase a místě.
Některé z fotografovaných objektů jsou městské aglomerace, každodenní život v malých městech, scény přírodních krás, včetně pláží a hor, městských oblastí, včetně vrakovišť, ulic, budov a řízení dopravy, železniční společnosti Amtrak, znečištění ovzduší a znečištění vody, mořského pobřeží, scény těžby a samozřejmě také portréty lidí. Byly fotografovány oblasti jako národní parky a lesy, jezero Tahoe, Velká jezera, Aljašský ropovod, Havaj, Washington, D.C. a další města po celých Spojených státech. Projekt dokonce zahrnul i některé fotografie z Kanady, ale i z Jugoslávie a Rakouska.
Digitální skeny více než 15 000 z původních 35 mm barevných diapozitivů, černobílých negativů a printů jsou k dispozici v archivním katalogu Archival Research Catalog amerického úřadu NARA. Spadají do kategorie public domain a jsou k dispozici na úložišti obrázků Wikimedia Commons.

## Galerie

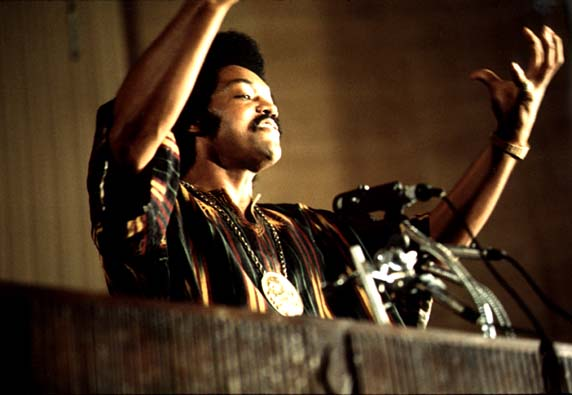
John H. White: Jesse Jackson, Chicago, 1973, DOCUMERICA
Anne LaBastille: Mlhavé ráno na jezeru Twitchell, říjen 1973, projekt Documerica, archiv NARA
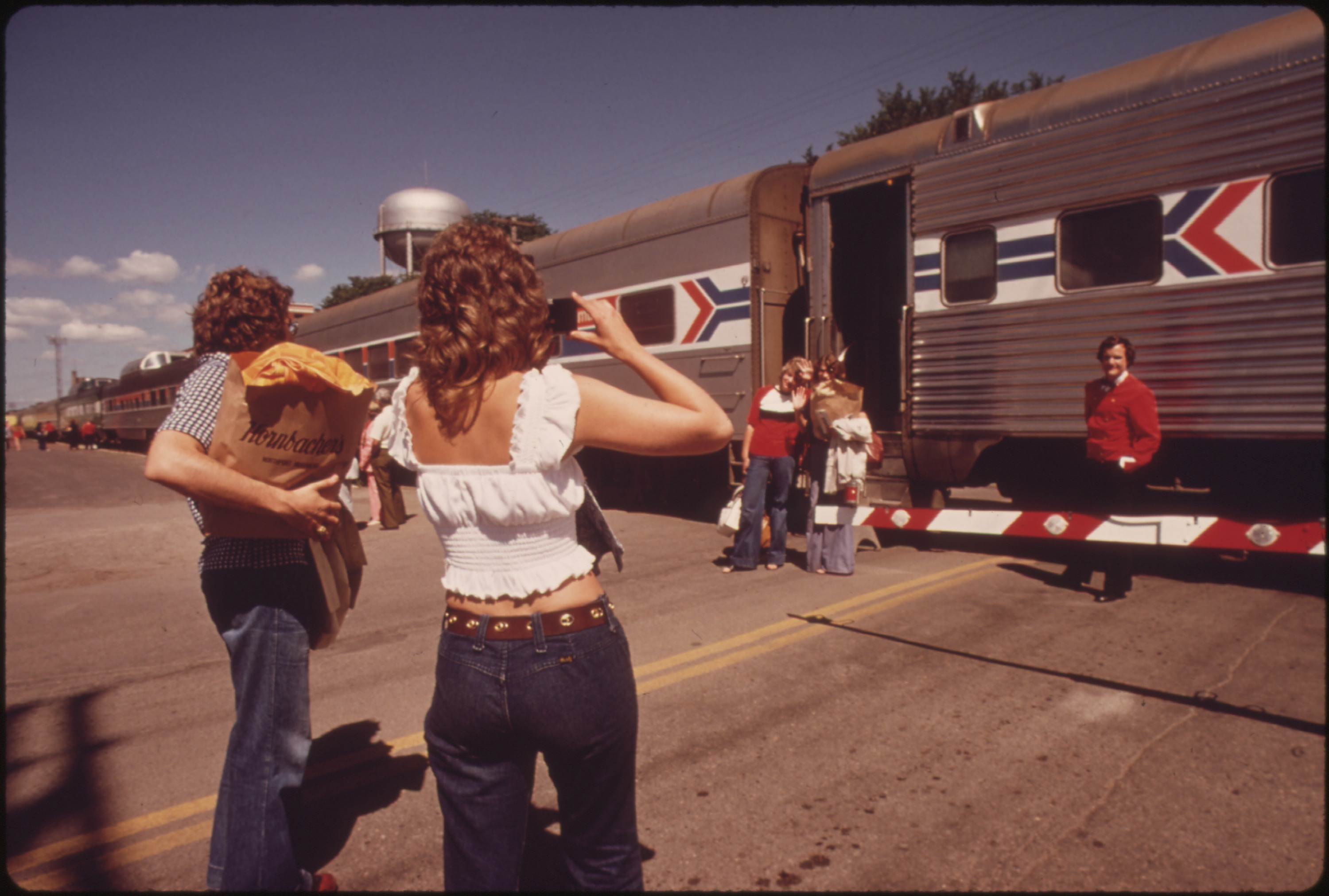
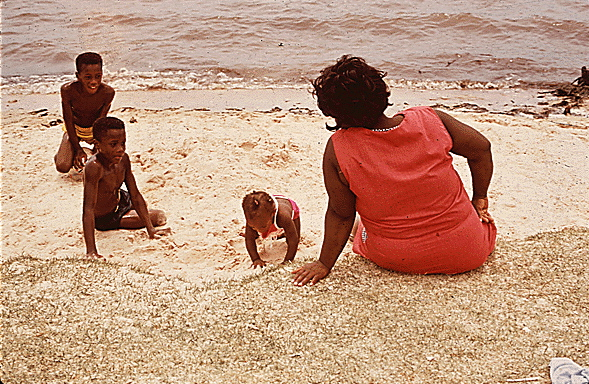
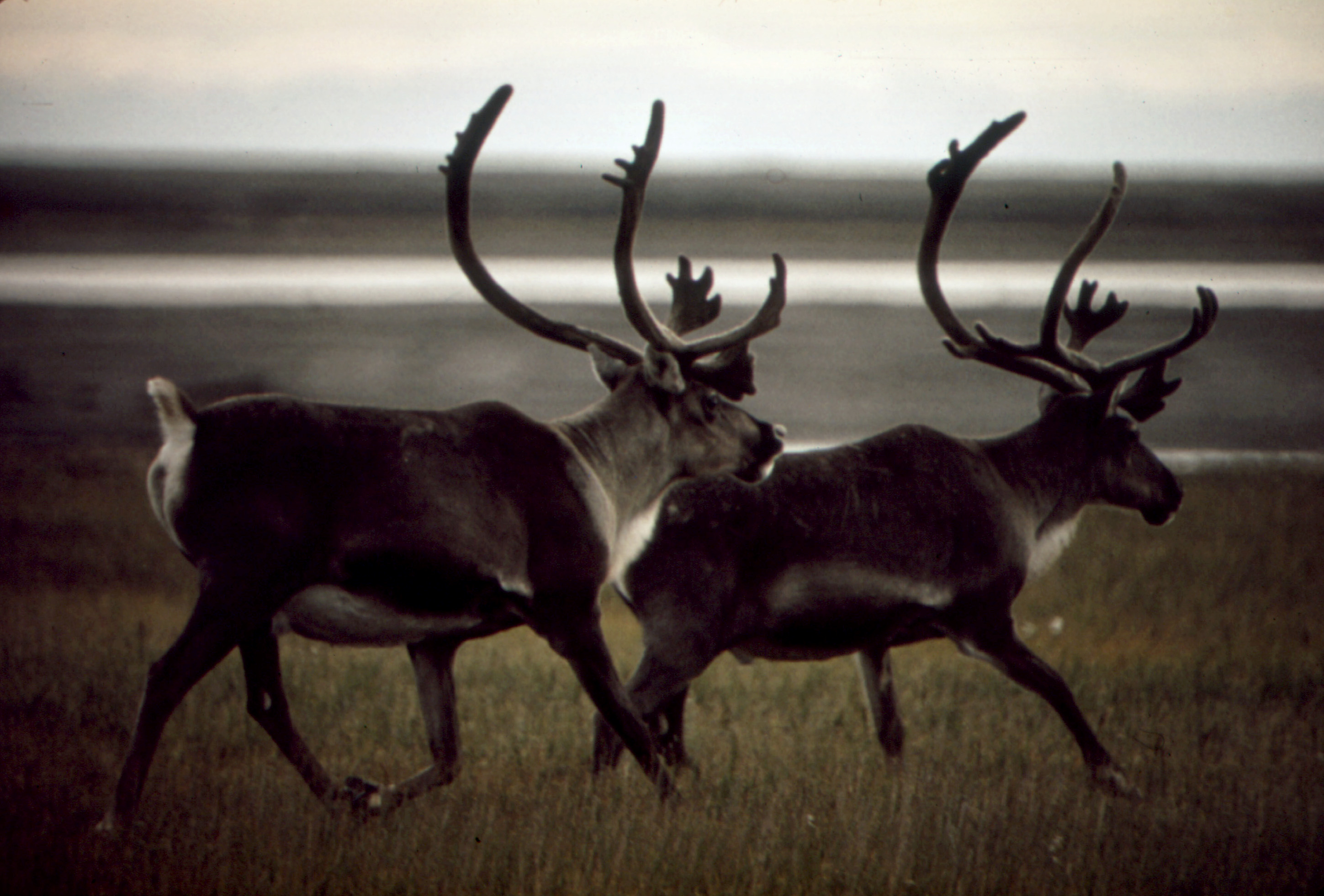
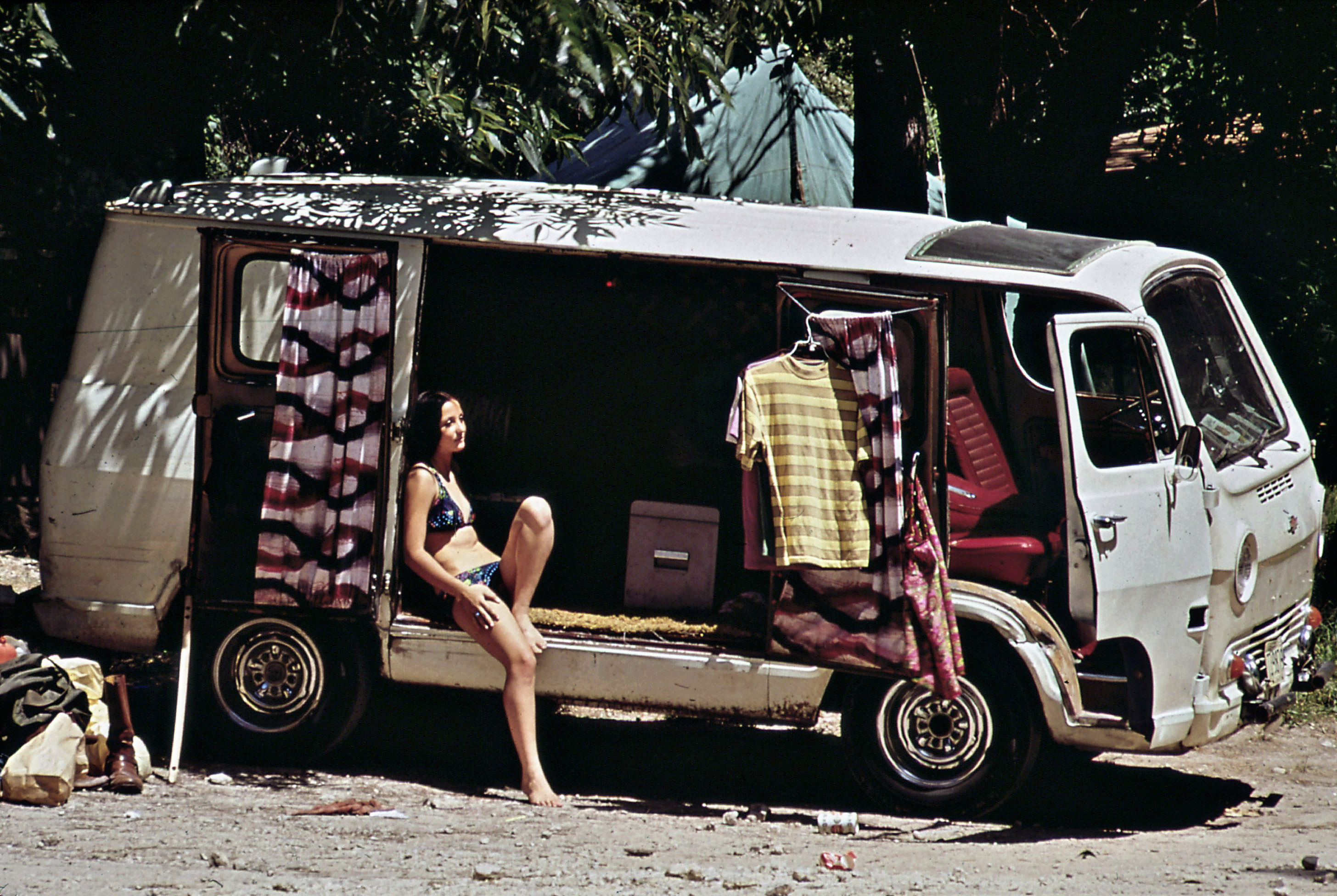
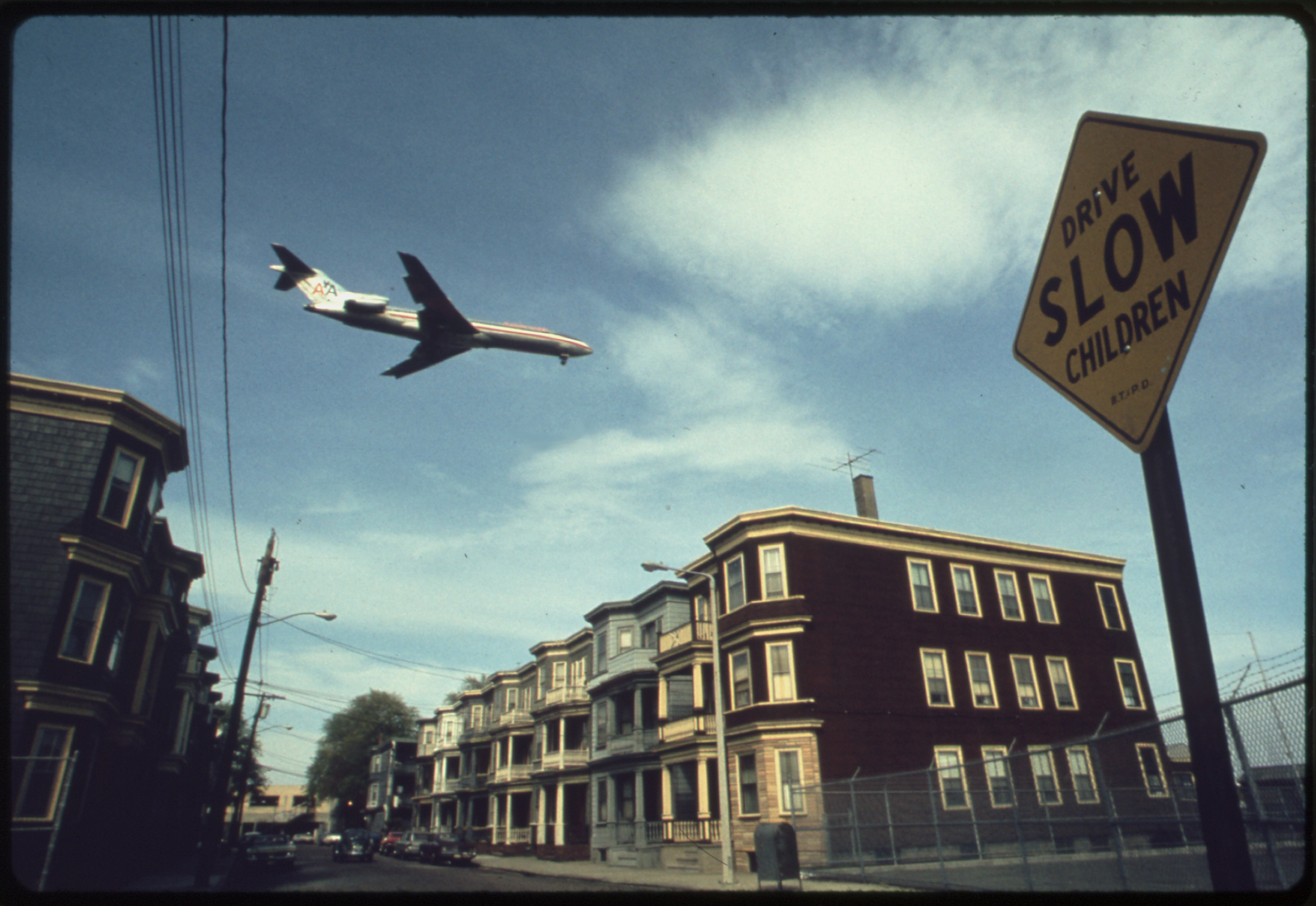
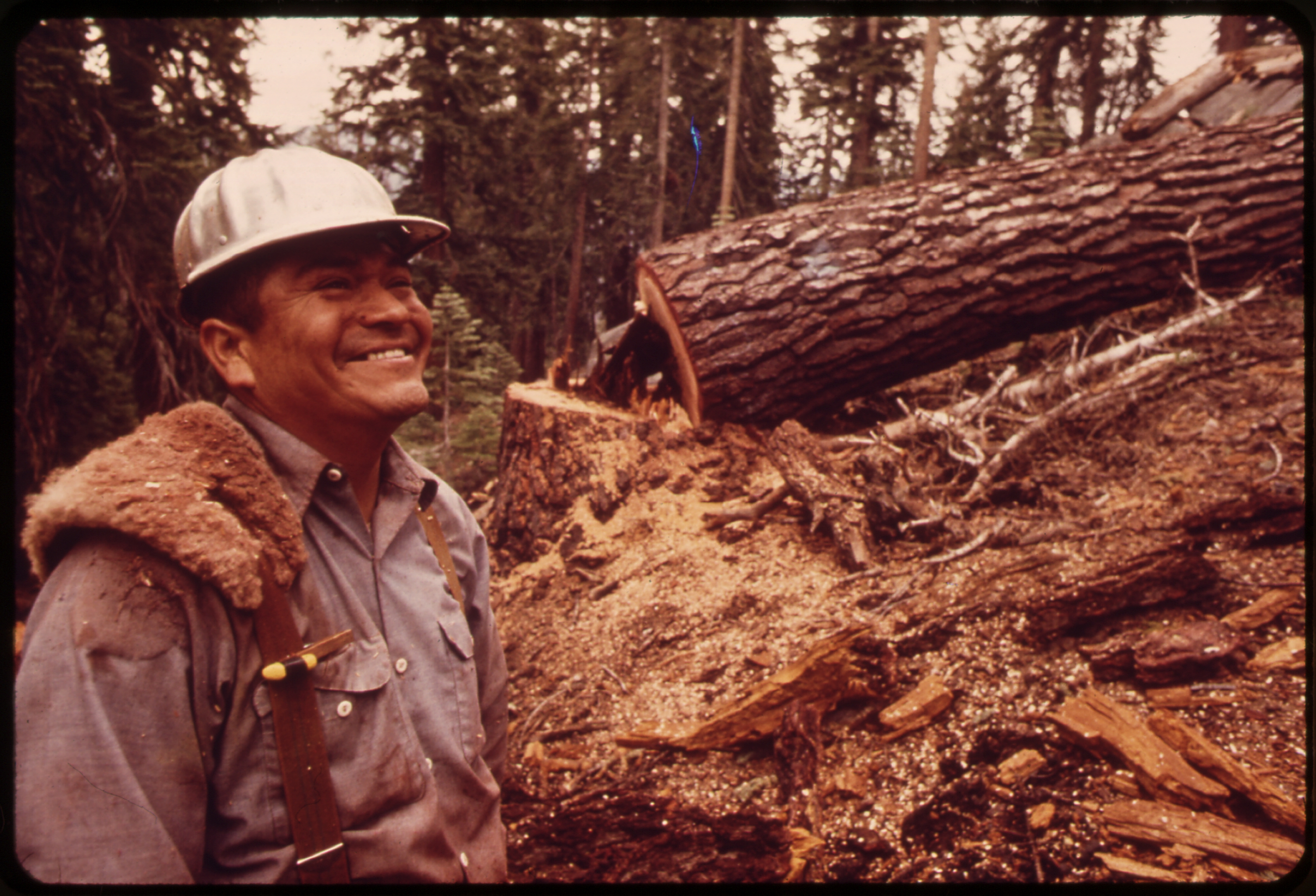
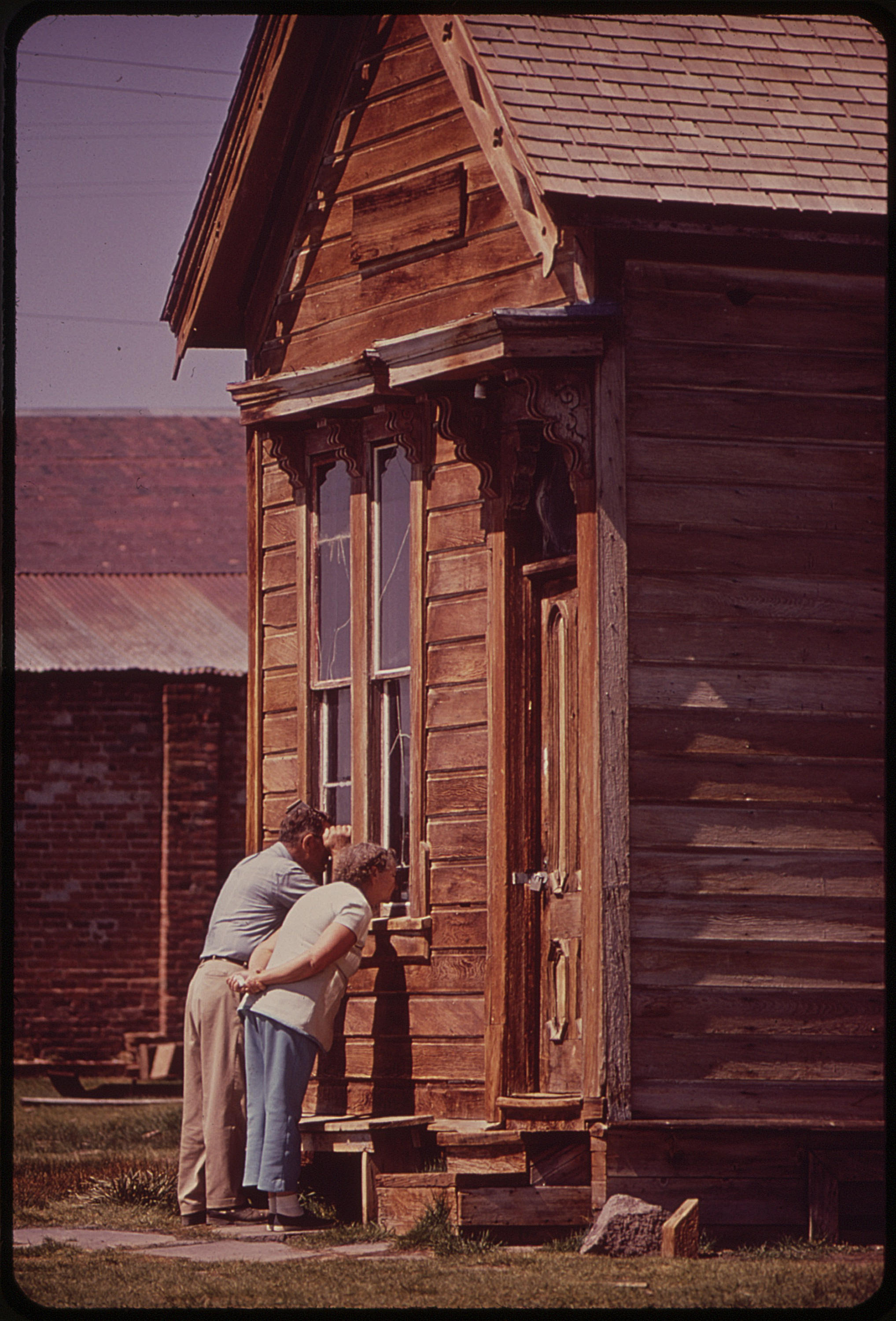
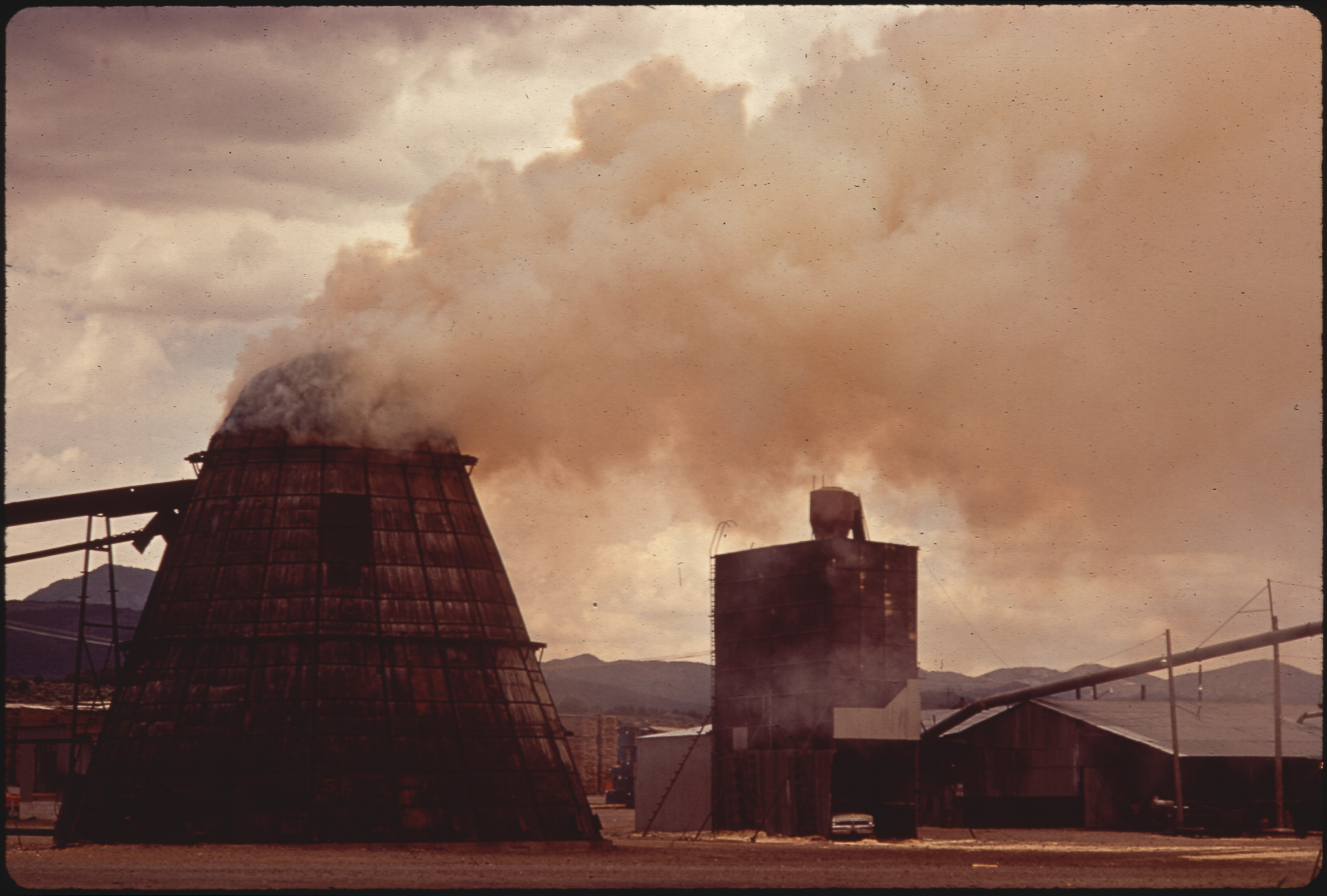